# Жан-Жак Дайно
Жан-Жак Дайно (англ. J. J. Daigneault, нар. 12 жовтня 1965, Монреаль) — колишній канадський хокеїст, що грав на позиції захисника. Грав за збірну команду Канади.
Володар Кубка Стенлі. Провів понад 900 матчів у Національній хокейній лізі. 

## Ігрова кар'єра
Хокейну кар'єру розпочав 1981 року в ГЮХЛК.
1984 року був обраний на драфті НХЛ під 10-м загальним номером командою «Ванкувер Канакс». 
Протягом професійної клубної ігрової кар'єри, що тривала 18 років, захищав кольори команд «Ванкувер Канакс»,  «Філадельфія Флаєрс»,  «Монреаль Канадієнс»,  «Сент-Луїс Блюз»,  «Піттсбург Пінгвінс»,  «Анагайм Дакс»,  «Нью-Йорк Айлендерс»,  «Нашвілл Предаторс»,  «Фінікс Койотс» та  «Міннесота Вайлд».
Загалом провів 998 матчів у НХЛ, включаючи 99 ігор плей-оф Кубка Стенлі.
Виступав за збірну Канади.

## Тренерська кар'єра
З сезону 2005/06 працював асистентом головного тренера в клубах АХЛ, з 2009 асистент головного тренера «Монреаль Канадієнс».

## Нагороди та досягнення
Володар Кубка Стенлі в складі «Монреаль Канадієнс» 1993 року.

## Статистика
| Сезон        | Клуб                    | Ліга         | Регулярний сезон | Регулярний сезон | Регулярний сезон | Регулярний сезон | Регулярний сезон | Плей-оф | Плей-оф | Плей-оф | Плей-оф | Плей-оф |
| Сезон        | Клуб                    | Ліга         | І                | Г                | П                | О                | ШХ               | І       | Г       | П       | О       | ШХ      |
| ------------ | ----------------------- | ------------ | ---------------- | ---------------- | ---------------- | ---------------- | ---------------- | ------- | ------- | ------- | ------- | ------- |
| 1981–82      | «Лаваль Вуазен»         | ГЮХЛК        | 64               | 4                | 25               | 29               | 41               | 18      | 1       | 3       | 4       | 2       |
| 1982–83      | «Лонгьой Шевальє»       | ГЮХЛК        | 70               | 26               | 58               | 84               | 58               | 15      | 4       | 11      | 15      | 35      |
| 1983–84      | Збірна Канади           | ТМ           | 62               | 6                | 15               | 21               | 40               | —       | —       | —       | —       | —       |
| 1983–84      | «Лонгьой Шевальє»       | ГЮХЛК        | 10               | 2                | 11               | 13               | 6                | 14      | 3       | 13      | 16      | 30      |
| 1984–85      | «Ванкувер Канакс»       | НХЛ          | 67               | 4                | 23               | 27               | 69               | —       | —       | —       | —       | —       |
| 1985–86      | «Ванкувер Канакс»       | НХЛ          | 64               | 5                | 23               | 28               | 45               | 3       | 0       | 2       | 2       | 0       |
| 1986–87      | «Філадельфія Флаєрс»    | НХЛ          | 77               | 6                | 16               | 22               | 56               | 9       | 1       | 0       | 1       | 0       |
| 1987–88      | «Герші Берс»            | АХЛ          | 10               | 1                | 5                | 6                | 8                | —       | —       | —       | —       | —       |
| 1987–88      | «Філадельфія Флаєрс»    | НХЛ          | 28               | 2                | 2                | 4                | 12               | —       | —       | —       | —       | —       |
| 1988–89      | «Герші Берс»            | АХЛ          | 12               | 0                | 10               | 10               | 13               | —       | —       | —       | —       | —       |
| 1988–89      | «Шербрук Канадієнс»     | АХЛ          | 63               | 10               | 33               | 43               | 48               | 6       | 1       | 3       | 4       | 2       |
| 1989–90      | «Шербрук Канадієнс»     | АХЛ          | 28               | 8                | 19               | 27               | 18               | —       | —       | —       | —       | —       |
| 1989–90      | «Монреаль Канадієнс»    | НХЛ          | 36               | 2                | 10               | 12               | 14               | 9       | 0       | 0       | 0       | 2       |
| 1990–91      | «Монреаль Канадієнс»    | НХЛ          | 51               | 3                | 16               | 19               | 31               | 5       | 0       | 1       | 1       | 0       |
| 1991–92      | «Монреаль Канадієнс»    | НХЛ          | 79               | 4                | 14               | 18               | 36               | 11      | 0       | 3       | 3       | 4       |
| 1992–93      | «Монреаль Канадієнс»    | НХЛ          | 66               | 8                | 10               | 18               | 57               | 20      | 1       | 3       | 4       | 22      |
| 1993–94      | «Монреаль Канадієнс»    | НХЛ          | 68               | 2                | 12               | 14               | 73               | 7       | 0       | 1       | 1       | 12      |
| 1994–95      | «Монреаль Канадієнс»    | НХЛ          | 45               | 3                | 5                | 8                | 40               | —       | —       | —       | —       | —       |
| 1995–96      | «Вустер Айскетс»        | АХЛ          | 9                | 1                | 10               | 11               | 10               | —       | —       | —       | —       | —       |
| 1995–96      | «Монреаль Канадієнс»    | НХЛ          | 7                | 0                | 1                | 1                | 6                | —       | —       | —       | —       | —       |
| 1995–96      | «Сент-Луїс Блюз»        | НХЛ          | 37               | 1                | 3                | 4                | 24               | —       | —       | —       | —       | —       |
| 1995–96      | «Піттсбург Пінгвінс»    | НХЛ          | 13               | 3                | 3                | 6                | 23               | 17      | 1       | 9       | 10      | 36      |
| 1996–97      | «Піттсбург Пінгвінс»    | НХЛ          | 53               | 3                | 14               | 17               | 36               | —       | —       | —       | —       | —       |
| 1996–97      | «Майті Дакс оф Анагайм» | НХЛ          | 13               | 2                | 9                | 11               | 22               | 11      | 2       | 7       | 9       | 16      |
| 1997–98      | «Майті Дакс оф Анагайм» | НХЛ          | 53               | 2                | 15               | 17               | 28               | —       | —       | —       | —       | —       |
| 1997–98      | «Нью-Йорк Айлендерс»    | НХЛ          | 18               | 0                | 6                | 6                | 21               | —       | —       | —       | —       | —       |
| 1998–99      | «Нашвілл Предаторс»     | НХЛ          | 35               | 2                | 2                | 4                | 38               | —       | —       | —       | —       | —       |
| 1998–99      | «Фінікс Койотс»         | НХЛ          | 35               | 0                | 7                | 7                | 32               | 6       | 0       | 0       | 0       | 8       |
| 1999–00      | «Фінікс Койотс»         | НХЛ          | 53               | 1                | 6                | 7                | 22               | 1       | 0       | 0       | 0       | 0       |
| 2000–01      | «Клівленд Ламберджекс»  | ІХЛ          | 44               | 8                | 9                | 17               | 18               | —       | —       | —       | —       | —       |
| 2000–01      | «Міннесота Вайлд»       | НХЛ          | 1                | 0                | 0                | 0                | 2                | —       | —       | —       | —       | —       |
| Усього в НХЛ | Усього в НХЛ            | Усього в НХЛ | 899              | 53               | 197              | 250              | 687              | 99      | 5       | 26      | 31      | 100     |